# Elias Fjellander
Elias Fjellander, född  1 oktober 2004, är en svensk hbtqi-aktivist som sedan 2022 är förbundsordförande för RFSL Ungdom. Han har bland annat verkat för transpersoners rättigheter, mot omvändelseförsök och för mer HPV-vaccinering för pojkar och män. 
Fjellander är vice ordförande för LSU. Han växte upp i Uppsala.